# István Zsolt
István Zsolt (* 21. Juni 1921 in Budapest; † 7. Mai 1991 ebenda) war ein ungarischer Fußballschiedsrichter.
Der ungarische Schiedsrichter Zsolt war über 15 Jahre lang einer der weltbesten Fußballschiedsrichter. Er nahm an drei Fußball-Weltmeisterschaften teil. Bei der Fußball-Weltmeisterschaft 1954 in der Schweiz leitete er das Viertelfinalspiel zwischen Deutschland und Jugoslawien.
Für deutsche Fans weit berühmter geworden ist die Begegnung der Fußball-Weltmeisterschaft 1958 in Schweden, als Zsolt das Halbfinalspiel zwischen Deutschland und Schweden pfiff. Beim Stande von 1:1 verwies er den Düsseldorfer Erich Juskowiak wegen eines Revanchefouls vom Platz, nachdem Kurt Hamrin ihm einen Tritt verpasst hatte. Hamrin wurde aber nicht vom Platz gestellt. Nachdem Fritz Walter wenig später schwer gefoult wurde und er sich so am Knöchel verletzte, was wiederum keine Konsequenzen hatte, spielte die deutsche Mannschaft praktisch nur noch mit neun Spielern (damals waren Auswechslungen noch nicht erlaubt und Walter konnte kaum mehr am Geschehen teilhaben) und verlor das Spiel mit 1:3. In Deutschland wurde schon vor dem Spiel Kritik laut, dass die FIFA einen ungarischen Schiedsrichter auf das Spiel ansetzte – vier Jahre zuvor gewann Deutschland eben gegen Ungarn das Endspiel der Weltmeisterschaft 1954. Nach diesem Spiel leitete Zsolt sieben Jahre lang kein Länderspiel mehr.
Sein letztes WM-Spiel pfiff István Zsolt bei der Fußball-Weltmeisterschaft 1966 in England. Es war das Eröffnungsspiel zwischen Gastgeber England und dem zweifachen Weltmeister Uruguay. Der letzte große Auftritt des ungarischen Schiedsrichters war das Spiel um den dritten Platz der Fußball-Europameisterschaft 1968 zwischen England und der Sowjetunion.
1966 pfiff Zsolt das Final-Hinspiel um den UEFA-Cup Vorgänger Messestädte-Pokal zwischen den spanischen Vereinen Real Saragossa und Barcelona CF.  István Zsolt leitete auch insgesamt fünf Spiele bei den Olympischen Spielen von 1952, 1960, 1964 und 1968, was Rekord ist.